# Feltre School
La Feltre School è una scuola privata non profit che insegna arti liberali e si trova a Chicago, nell'Illinois. La scuola è incorporata come Etica, Inc, trading come The Feltre School.
La scuola è stata fondata da un piccolo gruppo di alunni della Northwestern University nel marzo 1992. La sua missione è quella di preservare e promuovere le arti liberali classiche. La Feltre School educa gli adulti alla grammatica inglese, alla composizione, al parlare in pubblico, alla filosofia e alle discipline umanistiche.
Il nome e la filosofia della scuola sono stati ispirati dall'opera dell'educatore italiano del Quattrocento Vittorino da Feltre. La Feltre School insegna gli alti ideali educativi del classico Trivium. 
La Feltre School risiede in uno dei pochi edifici in mattoni di inizio secolo nel quartiere di North River a Chicago. L'edificio fu originariamente costruito nel 1905 come la casa dei Deaconesses di Chicago e divenne proprietà commerciale quando The Feltre School lo acquistò nel 1998. La scuola si trovava prima nel centro di Evanston, nell'Illinois. Il direttore della Scuola Feltre è Robert Ultimo. La scuola ospita il Library Theatre, sede di eventi teatrali e letterari su piccola scala.